# 타네르 비르셀
타네르 비르셀(튀르키예어: Taner Birsel, 1959년 1월 1일~)은 튀르키예의 배우이다.

## 작품 목록

### 영화
- 엠버 (2016년)
- 드로어즈 (2015년)
- 희생양(영어판) (2014년)
- 더 버터플라이즈 드림 (2013년)
- 원스 어폰 어 타임 인 아나톨리아 (2011년)
- 커다란 절망 (2011년)
- 블랙 앤 화이트 (2010년)
- 썸머 북 (2008년)
- 시간과 바람 (2006년)
- 머드 (2003년)
- 고백 (2002년)
- 어 런 포 머니 (1999년)